# Do What U Want
Do What U Want je druhý oficiální singl americké zpěvačky Lady Gaga z jejího třetího studiového alba ARTPOP. Vyšel 21. října 2013, původně jako promo singl. V písni hostuje známý R&B zpěvák R. Kelly. Na písni se autorsky i producentsky podílela Gaga ve spolupráci s DJ White Shadow. Autorsky se dále podílel i host v písni R. Kelly, Martin Bresso a William Grigahcine. Po pár hodinách od vydání se singl dostal na první místa na iTunes v 83 zemích světa. Po úspěšnosti vystoupení v The Voice s Christinou Aguilerou vytvořil DJ White Shadow verzi písně s Gagou a Christinou.

## O písni
Původně singl vyšel pouze jako promo singl k albu, ale kvůli jeho obrovskému úspěchu se Gaga rozhodla z něj udělat druhý oficiální singl místo původně plánované skladby Venus. Do What U Want je o tom, že Gagu všichni kritizují za její postavu, kouření marihuany a spory s Madonnou a vymýšlí si, že je hermafrodit a přesto je jí to jedno a lidé si mohou o ní říkat, co chtějí. Singl začal vznikat v době, kdy Gaga vystupovala na Evropské části jejího turné Born This Way Ball Tour. DJ White Shadow navrhl zpěvačce, aby do písně pozvala R&B zpěváka R. Kelly, Gaga mu zavolala a on souhlasil. Singl měl velký úspěch jak u fanoušků, tak u kritiků. Někteří i psali, že její vokály v písni zní jako vokály Tiny Turner a Christiny Aguilery. Obsahuje prvky 80. let s moderními beaty. Píseň byla použita do reklamy na sluchátka Dr. Dre.

## Videoklip
Videoklip byl natáčen Terry Richardsonem na začátku listopadu. Kvůli pedofilní minulosti zpěváka bylo vydání klipu zrušeno.

## Živá vystoupení
Poprvé singl předvedla 27. října 2013 v britském X-Factoru spolu s propagačním singlem alba Venus. 8. listopadu 2013 se vysílala epizoda britského pořadu The Graham Norton Show, kde Gaga opět vystoupila s Do What U Want a Venus. Singl Gaga poprvé v USA představila na ArtRave, tedy jejím vystoupení na oslavu alba. Společně s R. Kelly ho předvedli i 16. listopadu 2013 v pořadu Saturday Night Life a poté 24. listopadu na předávání cen American Music Awards. Singl předvedla i v Londýně na vánočním koncertě Jingle Bell Ball. Spolu s Christinou Aguilerou tento singl předvedly v americké hudební soutěži The Voice.

## Hudební příčky
| Období (2013)                              | Max. příčka |
| ------------------------------------------ | ----------- |
| Austrálie (ARIA Charts)                    | 21          |
| Rakousko (Ö3 Austria Top 40)               | 10          |
| Kanada (Billboard)                         | 3           |
| Francie (SNEP)                             | 8           |
| Německo (Media Control Charts)             | 14          |
| Irsko (IRMA)                               | 9           |
| Nový Zéland (RIANZ)                        | 12          |
| Švýcarsko (Schweizer Hitparade)            | 14          |
| Spojené království (UK Singles Chart)      | 9           |
| Spojené státy americké (Billboard Hot 100) | 13          |